# アシュヴィン双神
アシュヴィン双神（アシュヴィンそうしん, 梵: अश्विनौ, Aśvinau）は、インド神話における医術の神である。美しい、うりふたつの双子の神とされる。名は「馬（aśva）を持つ者（御者）」の意で、それぞれナーサティヤ（Nāsatya）とダスラ（Dasra）という名を持ち、ナーサティヤは二神の別名としても用いられる。

## 解説
彼らは奇跡的な治療を行い、結婚、人間や家畜の生殖を司るとされ、特に馬との関係が深く、太陽神や女神サラスヴァティーと関連を持つ。ふつうアシュヴィン双神は区別のつかない双子の兄弟の神だが、両親が異なるとも言われ、例えば『リグ・ヴェーダ』の一部の詩篇では一方は天の子で、一方はスマカという人間の子であるとされる。これに対し、プラーナ文献では太陽神スーリヤ（あるいはヴィヴァスヴァット）の妻が馬の姿で生んだ子としている。
元来は何らかの自然現象（明星か）に由来すると考えられているが、その関連性は早くに失われたらしい。起源的にはインド・イラン共同時代にさかのぼる古い神格の1つで、紀元前14世紀のヒッタイトとミタンニとの間で締結された条約文の中にミトラ、ヴァルナ、インドラとともに「ナーサティヤ」として名前が挙げられている。これはアシュヴィン双神がアーリヤ人が崇拝した2つの神々の集団、アスラとデーヴァを代表する神であったことを示しているという（A・クリステンセン）。
『リグ・ヴェーダ』では独立讃歌は50篇以上あり、これはインドラ、アグニ、ソーマに次いで多い。アシュヴィン双神は優れた御者であるとともに優れた駿馬の所有者であり、鷲（あるいは馬）の牽く3座、3輪の車に駕すとされ、太陽の娘スーリヤーはその車に同乗するという。さらに太陽神スーリヤが天を駆けるための車を装備するのはアシュヴィン双神の役目とされている。こうした特徴は讃歌においてアシュヴィン双神の速やかな行動と結びついている。すなわち三座の車を駆るアシュヴィン双神は、人間の思考よりも早く、風のように疾走する。そしてそれは速やかに家畜や馬に活力を与えてほしいという願いと結びついている。そのためアシュヴィン双神は蜂蜜と関係が深く、蜜のしたたる鞭をふるって人々に滋養をもたらすとされる。アシュヴィン双神はほかにも寿命を延ばすことや、安産、さらには人々の苦難を取り除くことが祈願され、そこではアシュヴィン双神が助けた神話的人物の断片的な神話が述べられており、チヤヴァナの若返りの神話についても言及されている。
いくつかの文献では、アシュヴィン双神は人間を癒すため、天界よりも人間界に長く留まっていたので、他の神々からはより低級な神と見なされ、神々の仲間に入れてもらえなかったという話がしばしば述べられている。『マハーバーラタ』ではアシュヴィン双神がチヤヴァナを若返らせる話とともに述べられているが、『シャタパタ・ブラーフマナ』や『タイッティリーヤ・アーラニヤカ』では、神々がクルクシェートラで行った大供犠祭に結びつけられており、後者では供犠が不完全であることを知った神々がアシュヴィン双神に助けを求め、彼らはソーマを得ることを条件に神々を助けたとされる。
後世、アシュヴィン双神の重要性は薄れるが、『マハーバーラタ』ではパーンダヴァのナクラ、サハデーヴァや、『ラーマーヤナ』でラーマ王子に味方したヴァナラのマインドラ、ディヴィクの双子たちはアシュヴィン双神の子供とされる。
ギリシア神話に登場する双子ディオスクーロイとアシュヴィン双神はしばしば対比される。

## ゾロアスター教
ナーサティヤ（アシュヴィン双神）は『アヴェスター』においてはダエーワ（悪魔）とされ（ノーンハスヤ）、新たにハルワタート＝アムルタートとして刷新された。

## その他
中国の文献における西域の異民族「烏孫」の現代中国語読みは「ウースウェン(Wu-sun)」で、中期中国語では「オスウェン(ɔswən)」、古代中国語では「アスウェン(âswin)」となる。これは古代インド語で「騎手の複数形」（または「双子の騎手の神」）を意味する「アシュヴィン(aśvin)」に近く、「烏孫」の原名は「アシュヴィン(Aśvin)」であったと推測される。